# 張嶷
張 嶷（ちょう ぎょく/ちょう ぎ）は、中国後漢末期から三国時代にかけての武将。蜀漢に仕えた。字は伯岐。益州巴西郡南充国県（現在の四川省南充市南部県）の人。子は張瑛・張護雄。孫は張奕。

## 生涯
貧家の生まれだったが、若い頃から士気勇壮な人物として知られた。
20歳の時に県の功曹となった。建安20年（215年）夏5月、劉備が益州を平定した時に山賊が県を襲った。県令は家族を捨て逃亡したが、張嶷は自ら白刃をかい潜り県令の家族を助け、これを避難させた。このことを劉備から高く評価され、従事に任じられた。時に同郡の士人龔禄・姚伷は二千石の位で名声があり、張嶷は彼らと親しく付き合った。
建興5年（227年）、広漢郡の綿竹付近が山賊張慕らに襲われ、張嶷は討伐の任に当たった。山賊は攻めても逃げ散ってしまうため、これを戦って討伐するのは難しいと判断した。そこで和睦と偽って賊を酒宴に招き、自ら側近を率いて張慕ら50人余りの首を斬った。
後に牙門将軍に任じられ、庲降都督の馬忠の副将として西南夷や羌族などの異民族を討伐したが、その勝利は張嶷の武勇・計略に拠るところが大きかった。南夷の劉冑が反乱を起こした際には、張嶷は馬忠に属して常に軍の先陣として戦い劉冑を斬った。牂牁・興古の異民族が反乱を起こした際には、馬忠に軍の指揮を任され、彼らを降伏させ兵二千を得、これを漢中に送った。
諸葛亮の死後も南中に駐屯し続けた。諸葛亮が建興3年（225年）の南征で高定を討伐した後、越巂郡では叟族がたびたび反乱を起こし、太守の龔禄や焦璜を殺害したため、その後は太守に任じられた者も恐れて郡内に入らず、越嶲郡は名目上の存在となっていた。旧郡の復興を望む声が高まったため、延熙3年（240年）に張嶷が越嶲太守に任命された。張嶷は太守として赴任すると、恩徳と威信を示して多数の部族を帰順させ、従わない部族は計略を持って撃ち破り、郡の機能を回復させた。
蘇祁族の族長である冬逢と弟の隗渠らは、降伏した後に再び反乱を起こした。張嶷は冬逢を討ち取ったが、冬逢の妻は旄牛族の王女であったため、張嶷は一計を案じこれを許した。隗渠は勇猛にして捷悍で、諸部族に深く畏敬されていた。隗渠は西境に逃亡したものの、側近の二人を張嶷に偽って降伏させ、張嶷の内情を探らせていた。これに気付いた張嶷は手厚い恩賞を与えて離反させ、二人は隗渠を謀っておびき出した上で殺した。隗渠が死ぬと、諸部族は安定を取り戻した。
漢嘉郡の旄牛族の狼路は四千戸余りを率いている王であったが、父の姉妹の夫の冬逢の怨みを晴らそうとしており、叔父の狼離に冬逢の手勢を率いさせ対峙させた。張嶷はこれに対して近親者を派遣して牛や酒を振舞い、冬逢の妻を狼離のもとに返し懐柔させようとした。狼離は張嶷から恩賜を受けていたこともあり、姉に再会できたことを喜び、配下とともに張嶷に服属した。張嶷は厚く賞賜・待遇を加えて帰らせた。旄牛族はこれによって遂に反乱を起こすことはなくなった。さらに張嶷は部下を派遣して狼路に貨幣を贈り、姑を通じて狼路を懐柔した。狼路は一族を率いて張嶷に服属し、張嶷はこれと盟誓して100年間あまり途絶えていた旄牛領内を経て成都に至る旧道を開通させ、亭駅を復活させた。上奏して狼路を旄牛㽛毗王に封じ、使者を遣わして狼路に朝貢させた。張嶷は撫戎将軍に昇進し、引き続き郡の統治を任された。
また、斯都の耆帥の李求承は、当時の越巂太守であった龔禄を殺しており、張嶷はこれを捕縛して罪状を数え立て処刑した。張嶷は郡の城が破損していたので、代わりに小さな砦を築いた。在官三年にして郡から去るころには、郡城の修復に尽力しない異民族の男女はいなかった。
張嶷は辺境の異民族が長らく独占していた塩鉄および漆を産出する定莋・台登・卑水の三県の統治に乗り出し官吏を派遣した。定莋の異民族を率いていた狼岑は槃木王の母の兄弟で、蛮夷に大いに信任されており、張嶷が自らの権益を侵しにきたことに怒り従おうとしなかった。張嶷は壮士数十人派遣し、狼岑を捕らえて処刑した。遺体は異民族へ還し、彼らに厚く賞賜を加え、狼岑の悪事を明らかにし、加えて反乱を起こせば殲滅すると脅しをかけた。異民族たちは平伏し過ちを陳謝した。張嶷は牛を殺して饗宴を催し、重ねて恩信を与えて塩鉄を獲得し、軍資を豊かにした。
その後も軍事・行政面において大いに功績を立て昇進を続け、盪寇将軍に任じられ、関内侯を賜った。異民族の統治に尽力し、彼らから大いに慕われた。張嶷が中央へ召還されることになった際には、異民族の民は車にすがり涙を流して悲しみ、また百余人もの部族の王が張嶷に従って蜀へ朝貢した。
晩年は重病で歩行も困難な状態に陥ったが、姜維が北伐を再開した延熙17年（254年）、重病の身を押して従軍した。この戦いにおいても、狄道の李簡の帰順を成功させるなど（後述）知略は衰えず、最後は魏の徐質と戦って戦死したが、張嶷の部隊は味方の損害の倍以上の敵を殺傷し、徐質を戦死させた。恩顧を受けた多くの異民族は張嶷の陣没を聞き、涙を流して慟哭を繰り返し偲んだ。（狄道の戦い）
また、最後の戦役の出立に際して、張嶷は劉禅に対し「臣は陛下の恩寵を受けながら、病によっていつ死ぬかわからぬ身となってしまいました。急に世を去りでもして、ご厚恩に背きはしないかといつも恐れておりましたが、今日こうして願いが叶い、出陣する機会を得ました。仮に涼州を平定したならば、臣は外にあって逆賊を防ぐ守将となりましょう。しかしながら、もし不運にも勝利を得られなかったならば、わが命を捧げ国家のご恩に報いる所存であります」と別れの言葉を述べている。劉禅はその言葉に感動し、彼のために涙を流したという。
その死は多くの人々に惜しまれ、廟を建てて祀られた。張嶷の孫の張奕は西晋に仕え、梁州刺史となった。

## 逸話
張嶷は人物を見る目にも優れており、以下のような事蹟が残っている。
建興14年（236年）、氐族の王である苻健は蜀漢への帰順を願い出た。しかし、約束の日になっても氐族の部隊が到着しなかったため、蔣琬はこのことを大いに心配した。その時、張嶷は「苻健の弟は狡猾であると聞いております。また、苻健の手柄（帰順のこと）に同調できない親族がかなりおり、部族間で分裂が起こったのでしょう」と言った。果たしての苻健の弟は四百戸を率いて魏へ降り、蜀漢に帰順したのは苻健ただ一人だったという。一方、『三国志』後主伝及び『華陽国志』では、苻健が四百戸を率いて将軍張尉に伴われ広都県に居住したとある。
蔣琬の後任となった費禕は降伏したばかりの者でも信用するなど、あまりに不用心であった。このため、張嶷は暗殺の危険性を忠告した。しかし、費禕は聴き容れなかったため、果たして延熙16年（253年）正月の宴で、魏の降将であった郭循によって殺害された。また、同年に呉の諸葛恪が魏に出兵しようとすると、張嶷は諸葛恪の計画を急進だと思って、その従弟に当たる諸葛瞻に手紙を送り、諸葛恪に忠告するよう要請した。果たして諸葛恪は失脚し、呉の宗室である孫峻によって、一族もろとも皆殺しにされた。
延熙17年（254年）、隴西郡狄道県長の李簡が蜀漢に帰順したい旨の書簡を送ってきた際、群臣は李簡の降伏を疑ったが、張嶷はこの降伏を偽りではないと主張した。果たして蜀軍が狄道に至ると、李簡は城門を開いて帰順した。
また、人との付き合い方についても道理を大事にした逸話が残っている。
何祗は若いころからの旧友であったが、たまたま疎遠であった。あるとき張嶷が重病にかかったため、何祗はそれを聞いて名医を派遣した。その甲斐があって張嶷は快方にむかい、その恩義を生涯忘れなかった。
魏から蜀漢に亡命し車騎将軍となった夏侯覇は、張嶷に対し「あなたとは疎遠でありましたが、旧知の者のようにあなたに気持ちを寄せているのです。どうかこの気持ちをはっきりと知ってください」と言い、親交を結ぼうとした。張嶷は「私はまだあなたを理解していないし、あなたも私を理解していません。大きな道は彼方にあるのです。どうして心を寄せるなどとおっしゃるのですか。願わくは、三年経った後、改めてその言葉をおっしゃってください」と窘めた。見識のある人たちは立派な話だと評価したという。

## 物語中の張嶷
小説『三国志演義』では南蛮遠征からの登場となっているが、目立った活躍はない。祝融に一騎討ちを挑み、返り討ちに遭って馬忠と共に捕縛されたり、北伐では王双とも一騎討ちして重傷を負ったりといった描写がある。最後は魏軍に追い詰められた姜維を助け出すため突撃し、矢の雨を浴び戦死した。

## 墓所
『陝西通志』巻七十によると張嶷の墓は漢中市褒城県柏香街の中部北側の民家の中にあり、現在その墓碑は漢中市博物館に搬入され保存されている。